# أبو المنذر
أبو المنذر ( ؟ – 1114 في إيبيزا، الجزر الشرقية للأندلس (البليار)) كان قائدًا عسكريًا مسلمًا أندلسيًا، وكان في الأصل من المنشقين الكاتالونيين الجرنديين، الذين انتقلوا للعيش في الأراضي المسلمة (الأندلس). بحلول وقت الحملة الكاتالونية البيزية ضد مايورقة (1113 - 1115) [الإنجليزية]
، عينه والي ميورقة مباشرةً قائدًا للقوات الإسلامية التي دافعت عن إيبيزا من الغزاة البيزيين. ويقال إنه اختفى أثناء الكارثة التي أعقبت سقوط مدينة إيبيزا في أيدي الجيش المُحاصِر، ربما عُذب أو قُتل مباشرة.